# Climate Action Network
Climate Action Network (CAN) ist ein Dachverband von über 1500 umweltpolitischen Nichtregierungsorganisationen aus mehr als 130 Ländern (Stand 3/2021) mit dem Ziel, die vom Menschen verursachte Globale Erwärmung auf ein ökologisch vertretbares Maß zu beschränken.
CAN agiert vorwiegend im Rahmen der Klimarahmenkonvention der Vereinten Nationen (UN-FCCC) und veröffentlicht einen tagesaktuellen Newsletter „ECO“, in dem die Sichtweise der grünen NGOs dargelegt wird.
Die Vision von Climate Action Network ist der Schutz der Atmosphäre bei gleichzeitiger Wahrung einer weltweiten nachhaltigen und gerechten Entwicklung.
Im Jahr 2007, zur Klimakonferenz auf Bali spaltete sich das Bündnis Climate Justice Now! ab. Die Mitglieder des neu gegründeten Verbandes meinten, Vertreter der Dritten Welt würde in CAN nicht ausreichend zum Zuge kommen, sie standen der engen Zusammenarbeit zwischen CAN und staatlichen Stellen und Unternehmen mit hohen Emissionen sowie marktbasierten Klimaschutzmaßnahmen kritischer gegenüber. Zudem wollten sie eine konfrontativere Strategie als CAN verfolgen.

## NegativpreisFossil des Tages
Das CAN vergibt den Negativpreis Fossil des Tages (englisch Fossil of the Day). Der Preis wird während der UN-Klimakonferenzen täglich an den Staat vergeben, das sich durch besonders schlechten Klimaschutz oder besonders destruktives Verhalten während der Verhandlungen ausgezeichnet hat.
Der Name des Preises bezieht sich einerseits auf die Nutzung fossiler Energie, zum anderen stellt er die Preisträger als Fossil und damit als besonders rückständig dar.
Der Preis wurde 1999 bei der 5. UN-Klimakonferenz in Bonn vom deutschen Forum Umwelt und Entwicklung initiiert. Seitdem wählen CAN-Mitglieder die Länder aus, die nach ihrer Ansicht an diesem Tag die Verhandlungen oder die Umsetzung bereits vereinbarter Klimaschutzziele wie das Übereinkommen von Paris in besonderem Maß blockieren. Über die Preisverleihung wird oft erst berichtet, wenn das eigene Land betroffen ist.
Seit 2011 wird als Gegenstück zum Fossil des Tages auch der Lichtblick des Tages (englisch Ray of the Day) vergeben.